# Amphimedon sulcata
Amphimedon sulcata är en svampdjursart som beskrevs av Fromont 1993. Amphimedon sulcata ingår i släktet Amphimedon och familjen Niphatidae. Inga underarter finns listade i Catalogue of Life.